# Aappilattoq (Avannaata)

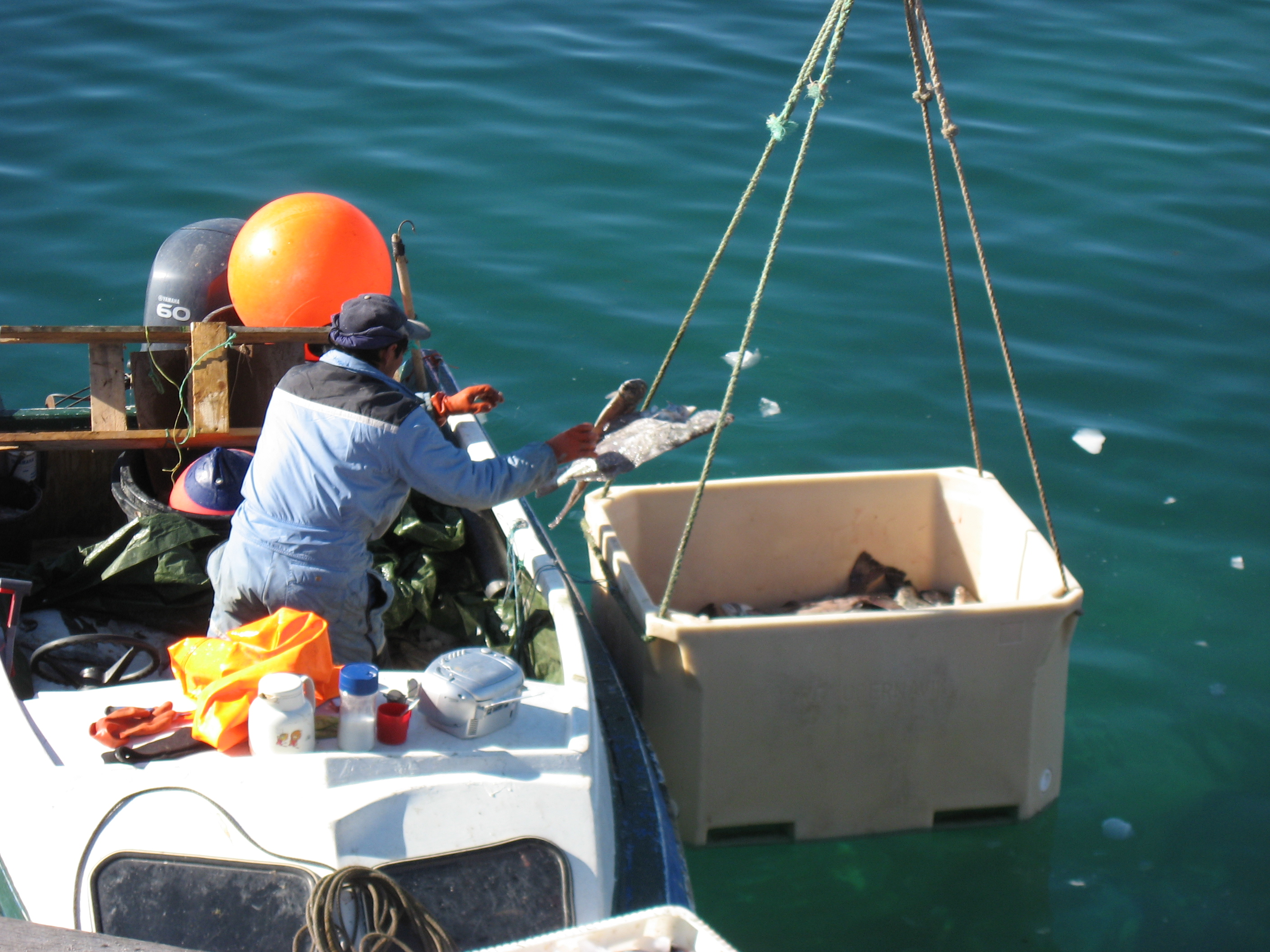
Rybář v Aappilattoq vylový svůj úlovek platýse.

Aappilatoq (zastarale Ãpilátoq nebo Augpilagtoq) je osada v kraji Avannaata v Grónsku. Nachází se na stejnojmenném ostrově v Upernavickém souostroví, na němž byla osada v roce 1805 založena. V roce 2020 tu žilo 149 obyvatel.

## Klima
Osada se nachází v Tundře. Průměrná teplota je -8°C. Nejteplejším měsícem je červenec s 6 °C a nejchladnějším únor s −20°C.

## Obyvatelstvo

### Doprava
Během všedních dnů Air Greenland obsluhuje vesnici jako součást vládní zakázky, většinou s nákladními vrtulníky mezi heliportem Aappilattoq a letištěm Upernavik.

### Vzdělání
Obecní škola Narsannguup Atuarfia má kapacitu pro cca 32 žáků 1. až 8. ročníku.

### Počet obyvatel
Počet obyvatel Aappilattoqu do roku 1999 stoupal, ale v posledních letech klesá.

## Upernavické souostroví
Aappilattoq se nachází v Upernavickém souostroví, rozsáhlém souostroví malých ostrovů na pobřeží severovýchodní části Baffinova moře.